# Mirage Retail Group
Mirage Retail Group er en nederlandsk handelskoncern, der driver flere butikskæder.
Mirage Retail er aktive i 12 lande, de har 7 butikskæder og har samlet 2.825 butikker. De omsætter samlet for 2,6 mia. euro (2014). I 2019 solgte Blokker-familien holdingselskabet til Michiel Witteveen.
Koncernens butikskæder er: Big Bazar, Blokker, Budget, Elektroblok, Miniso, Intertoys og Maxi Toys.